# 하라다 산업
하라다 산업(原田産業株式会社, はらださんぎょう, Harada Coporation)은 1923년에 창립한 일본의 기업이다.